# 1 000 mètres masculin de patinage de vitesse sur piste courte aux Jeux olympiques de 2022
Navigation
Pyeongchang 2018 Milan-Cortina 2026
L'épreuve masculine du 1 000 mètres de patinage de vitesse sur piste courte aux Jeux olympiques de 2022 a lieu les 5 février 2022 et 7 février 2022 au Palais omnisports de la capitale de Pékin.

## Médaillés
| Or              | Argent           | Bronze            |
| Ren Ziwei (CHN) | Li Wenlong (CHN) | Shaoang Liu (HUN) |

## Résultats

### Séries
| Rang | Poule | Patineur             | Pays            | Temps                | Notes |
| ---- | ----- | -------------------- | --------------- | -------------------- | ----- |
| 1    | 1     | Park Jang-hyuk       | Corée du Sud    | 1 min 24 s 081       | Q     |
| 2    | 1     | Andrew Heo           | États-Unis      | 1 min 24 s 106       | Q     |
| 3    | 1     | Itzhak de Laat       | Pays-Bas        | 1 min 24 s 332       | ADV   |
| 4    | 1     | Niall Treacy         | Grande-Bretagne | 1 min 32 s 243       |       |
| 1    | 2     | Ren Ziwei            | Chine           | 1 min 23 s 772       | Q     |
| 2    | 2     | Quentin Fercoq       | France          | 1 min 23 s 917       | Q     |
| 3    | 2     | Jens van 't Wout     | Pays-Bas        | 1 min 23 s 946       |       |
| 4    | 2     | Farrell Treacy       | Grande-Bretagne | 1 min 24 s 935       |       |
| 1    | 3     | Wu Dajing            | Chine           | 1 min 23 s 92        | Q     |
| 2    | 3     | Jordan Pierre-Gilles | Canada          | 1 min 24 s 067       | Q     |
| 3    | 3     | Semen Elistratov     | ROC             | 1 min 24 s 077       |       |
| 4    | 3     | Shōgo Miyata         | Japon           | 1 min 24 s 38        |       |
| 1    | 4     | Lee June-seo         | Corée du Sud    | 1 min 24 s 698       | Q     |
| 2    | 4     | Pascal Dion          | Canada          | 1 min 24 s 771       | Q     |
| 3    | 4     | Adil Galiakhmetov    | Kazakhstan      | 1 min 24 s 855       |       |
| 4    | 4     | Vladislav Bykanov    | Israël          | 1 min 24 s 875       |       |
| 1    | 5     | Hwang Dae-heon       | Corée du Sud    | 1 min 23 s 042       | Q OR  |
| 2    | 5     | Sjinkie Knegt        | Pays-Bas        | 1 min 23 s 097       | Q     |
| 3    | 5     | Li Wenlong           | Chine           | 1 min 23 s 140       | q     |
| 4    | 5     | Sébastien Lepape     | France          | 1 min 26 s 069       |       |
| 1    | 6     | John-Henry Krueger   | Hongrie         | 1 min 25 s 236       | Q     |
| 2    | 6     | Furkan Akar          | Turquie         | 1 min 25 s 462       | Q     |
| 3    | 6     | Kazuki Yoshinaga     | Japon           | 1 min 25 s 574       | ADV   |
| PEN  | 6     | Denis Aïrapetian     | ROC             | PEN                  |       |
| 1    | 7     | Shaolin Sándor Liu   | Hongrie         | 1 min 25 s 262       | Q     |
| 2    | 7     | Ryan Pivirotto       | États-Unis      | 1 min 54 s 437 chute | Q     |
| 3    | 7     | Pietro Sighel        | Italie          | 2 min 10 s 039 chute | ADV   |
| PEN  | 7     | Stijn Desmet         | Belgique        | PEN                  |       |
| 1    | 8     | Shaoang Liu          | Hongrie         | 1 min 23 s 796       | Q     |
| 2    | 8     | Brendan Corey        | Australie       | 1 min 23 s 908       | Q     |
| 3    | 8     | Roberts Krūzbergs    | Lettonie        | 1 min 23 s 979       |       |
| PEN  | 8     | Luca Spechenhauser   | Italie          | PEN                  |       |

### Quarts de finale
| Rang | Poule | Patineur             | Pays         | Temps                | Notes |
| ---- | ----- | -------------------- | ------------ | -------------------- | ----- |
| 1    | 1     | Andrew Heo           | États-Unis   | 1 min 23 s 603       | Q     |
| 2    | 1     | Wu Dajing            | Chine        | 1 min 33 s 302       | Q     |
| 3    | 1     | Park Jang-hyuk       | Corée du Sud | DNF chute            | ADV   |
| 4    | 1     | Pietro Sighel        | Italie       |                      | PEN   |
| PEN  | 1     | Jordan Pierre-Gilles | Canada       |                      | PEN   |
| 1    | 2     | Lee June-seo         | Corée du Sud | 1 min 23 s 682       | Q     |
| 2    | 2     | Shaoang Liu          | Hongrie      | 1 min 23 s 940       | Q     |
| 3    | 2     | Quentin Fercoq       | France       | 1 min 24 s 411       |       |
| PEN  | 2     | Kazuki Yoshinaga     | Japon        |                      | PEN   |
| 5    | 2     | Pascal Dion          | Canada       | DNF                  |       |
| 1    | 3     | Furkan Akar          | Turquie      | 1 min 25 s 490       | Q     |
| 2    | 3     | Ren Ziwei            | Chine        | 1 min 34 s 211       | Q     |
| 3    | 3     | Itzhak de Laat       | Pays-Bas     | 1 min 42 s 490 chute | ADV   |
| PEN  | 3     | Brendan Corey        | Australie    |                      | PEN   |
| PEN  | 3     | John-Henry Krueger   | Hongrie      |                      | PEN   |
| 1    | 4     | Hwang Dae-heon       | Corée du Sud | 1 min 24 s 693       | Q     |
| 2    | 4     | Li Wenlong           | Chine        | 1 min 30 s 550       | Q     |
| 3    | 4     | Shaolin Sándor Liu   | Hongrie      | 1 min 55 s 248 chute | ADV   |
| 4    | 4     | Ryan Pivirotto       | États-Unis   | 2 min 08 s 364 chute |       |
| 5    | 4     | Sjinkie Knegt        | Pays-Bas     |                      | YC    |

### Demi-finales
| Rang | Poule | Patineur           | Pays         | Temps                | Notes |
| ---- | ----- | ------------------ | ------------ | -------------------- | ----- |
| 1    | 1     | Ren Ziwei          | Chine        | 1 min 26 s 576       | QA    |
| 2    | 1     | Li Wenlong         | Chine        | 1 min 26 s 722       | QA    |
| 3    | 1     | Furkan Akar        | Turquie      | 1 min 27 s 102       | QB    |
| 4    | 1     | Hwang Dae-heon     | Corée du Sud |                      | PEN   |
| 5    | 1     | Park Jang-hyuk     | Corée du Sud |                      | DNS   |
| 1    | 2     | Shaolin Sándor Liu | Hongrie      | 1 min 23 s 567       | QA    |
| 2    | 2     | Wu Dajing          | Chine        | 1 min 23 s 928       | QA    |
| 3    | 2     | Andrew Heo         | États-Unis   | 1 min 24 s 023       | QB    |
| 4    | 2     | Itzhak de Laat     | Pays-Bas     | 1 min 24 s 229       | QB    |
| 5    | 2     | Shaoang Liu        | Hongrie      | 1 min 35 s 384 chute | ADV A |
| PEN  | 2     | Lee June-seo       | Corée du Sud |                      | PEN   |

### Finale B
| Rang | Patineur       | Pays       | Temps          | Notes |
| ---- | -------------- | ---------- | -------------- | ----- |
| 1    | Itzhak de Laat | Pays-Bas   | 1 min 35 s 925 |       |
| 2    | Furkan Akar    | Turquie    | 1 min 36 s 052 |       |
| 3    | Andrew Heo     | États-Unis | 1 min 36 s 140 |       |

### Finale A
| Rang | Patineur           | Pays    | Temps                | Notes |
| ---- | ------------------ | ------- | -------------------- | ----- |
| 1    | Ren Ziwei          | Chine   | 1 min 26 s 768       |       |
| 2    | Li Wenlong         | Chine   | 1 min 29 s 917       |       |
| 3    | Shaoang Liu        | Hongrie | 1 min 35 s 693 chute |       |
| 4    | Wu Dajing          | Chine   | 1 min 42 s 937 chute |       |
| YC   | Shaolin Sándor Liu | Hongrie |                      | YC    |